# Archives d'Ukraine
Les Archives d'Ukraine sont les archives d'État de l'Ukraine. Elles comprennent en leur sein les « archives d'État » proprement dites, qui sont au nombre de sept, auxquelles s'ajoutent les archives territoriales des Oblasts (provinces administratives), de la république autonome de Crimée et des municipalités.
Ces archives nationales sont dirigées par un organe ministériel intitulé « Comité d'État des Archives d'Ukraine », dont l'administration comprend plus de trois mille archivistes. Ce comité directeur gère :
- 7 Archives centrales d'État d'Ukraine ;
- l'Institut ukrainien de recherche des affaires archivistiques et de conservation des documents ;
- la bibliothèque de référence des Archives centrales d'État d'Ukraine ;
- le Service d'État pour la préservation des documents ;
- les Archives d'État de la république autonome de Crimée :
- 24 services d'archives d'État des Oblasts ;
- les Archives d'État de Kiev et de Sébastopol ;
- 487 département d'archives administratives des districts ;
- 159 archives municipales.